# Pseuderanthemum stenostachyum
Pseuderanthemum stenostachyum là một loài thực vật có hoa trong họ Ô rô. Loài này được (Leonard) V.M. Baum miêu tả khoa học lần đầu tiên vào năm 1982.